# Jean-Claude Chovet de la Chance
Jean Claude Chovet de la Chance, parfois écrit Delachance, est un négociant de rubans et homme politique français, né à Saint-Étienne le 17 avril 1750, et mort le 2 février 1812 à Lyon.
Il fut conseiller général, maire de Saint-Étienne, député. Il fut créé baron d'Empire en 1810.

## Biographie
Fils d'Antoine Chovet (1718-1752) et d'Antoinette Thiollière (1725-1771?), Jean-Claude Chovet hérite de son père la seigneurie de la Faye, à Marlhes, dans le parc du Pilat. Il est fils de bourgeois et petit-fils d'échevin de Saint-Étienne. Pierre d'Assier de Valenches est son cousin germain.
En 1782 ou 1788, les sources divergent, ce négociant en rubans achète la seigneurie de Chevrières au marquis de Langeron. C'est à cette époque que la paroisse de Chevrières connut des troubles royalistes mené par le paysan Antoine Crozier, surnommé le « Roi de Chevrières ». Il n'appuya pas ses actions, n'étant pas d'opinion royaliste .
Sa demeure principale reste le château de Chantegrillet à Saint-Étienne, aujourd'hui rasé. Ce château accueillera de 1848 à 1927 l'école nationale des mines de Saint-Étienne.
De 1787 à 1789, il occupe les fonctions de syndic de la municipalité d'Outre-Furan.
Il fut nommé par les représentants du peuple maire de Saint-Étienne de février à septembre 1795.
Président du conseil général en 1803, il fut désigné la même année député de la Loire par le Sénat conservateur au Corps législatif. Il occupera son mandat, renouvelé en 1808 jusqu'à son décès en 1812.
Par lettres patentes du 25 mars 1810, il est créé baron d'Empire et est doté d'un majorat constitué sur ses propres biens composés du château de Chevrières, et de terres sises à Aveizieux, Chazelles-sur-Lyon, Chevrières et Saint Médard-en-Forez ; pour un revenu total de 10 450 francs.
Il meurt à son domicile au no 194 cours Napoléon à Lyon en 1812.